# Coxina ensipalpis
Coxina ensipalpis là một loài bướm đêm trong họ Erebidae.